# Pleoticus
Pleoticus is een geslacht van kreeftachtigen uit de klasse van de Malacostraca (hogere kreeftachtigen).

## Soorten
- Pleoticus muelleri (Spence Bate, 1888)
- Pleoticus robustus (Smith, 1885)
- Pleoticus steindachneri (Balss, 1914)